# Exochus guttatus
Exochus guttatus är en stekelart som beskrevs av Valentina I. Tolkanitz 1999. Exochus guttatus ingår i släktet Exochus och familjen brokparasitsteklar. Inga underarter finns listade i Catalogue of Life.